# Paromeosi
La paromeòsi (dal greco paromóiōsis, «quasi uguaglianza»), è una figura retorica consistente in una forma complessa di isocolon (detto anche parisosi), che combina l'omoteleuto (parole che terminano nello stesso modo) e l'omeottoto (parole che terminano negli stessi casi) con la paronomasia (parole con suono simile e significato diverso) o il polittoto (parole ripetute con diversa funzione sintattica). È la forma più complessa di isocolon.
Esempio:
"Straziami, ma di baci saziami
...
Femmine || dalle labbra tumide || dalle bocche languide"
Molti esempi moderni di paronomasia sarebbero classificabili più correttamente come paromeosi, come in questi versi di Corneille: 

"et l'on peut me réduire à vivre sans bonneur,

mais non pas me résoudre à vivre sans honneur."
("mi si può ridurre a vivere senza felicità,
ma non convincermi a vivere senza onore". Le Cid, II, 1, 395).